# 弗蘭奇鎮區 (阿肯色州拉法葉縣)
弗蘭奇鎮區（英語：French Township）是位於美國阿肯色州拉法葉縣的一個行政鎮區。

## 地方資料
弗蘭奇鎮區的面積為93.69平方千米，當中陸地面積為82.13平方千米，而水域面積為11.56平方千米。根據2010年美國人口普查的數據，當地共有人口255人，而人口密度為每平方千米2.72人。